# Cojoci
Cojoci – wieś w Rumunii, w okręgu Suczawa, w gminie Crucea. W 2011 roku liczyła 242 mieszkańców.